# Старообрядцы в Беларуси
Старообря́дцы в Беларуси — этнокультурная группа в Беларуси, придерживающихся старообрядчества.
Если идёт речь о русском меньшинстве в Беларуси, то необходимо помнить о том, что не всегда можно воспринимать русское население как одну общность. Научно корректным выглядит выдвижение старообрядцев в отдельное меньшинство, как группу с собственной исторической судьбой, культурным комплексом и отдельным самосознанием, сформированным под влиянием специфической религиозной традиции. Несмотря на жизнь в иноэтнической и инокультурной среде, старообрядцы сохранили свои культурные особенности, которые выделяли это меньшинство среди местного населения.

## История

### XVII в.
Первой постоянной группой русских в Белоруссии появились старообрядцы (староверы), которые в середине XVII в. расселились на белорусских землях. В России в первой половине XVII в. произошла реформа Русской православной церкви. Она расколола общество на тех, кто поддержал изменения, и на тех, кто отказался. Последних стали называть староверами. Против них власть проводила политику репрессий, которая побуждала к эмиграции. Значительная часть тех, кто не принял церковную реформу, сразу же направилась в Речь Посполитую. Старообрядцы (современная научная традиция использует именно этот термин как более корректный, чем «староверы») основали на белорусских землях два крупных центра - вокруг Браслава и Видз (Подвинье) и вокруг Ветки (Полесье).
Расселение по этим регионам находилось в тесной связи с существованием среди старообрядцев двух течений — поповства и беспоповства. Поповцы имели своих священников и весь духовный строй, признавали таинства посвящения и помазание. В поповстве выделилась наиболее зажиточная часть старообрядцев, которая в силу своего экономического положения дружелюбно относилась к государству. Именно поповцы создали Ветковский центр старообрядчества, который со временем стал крупнейшим и сформировал особое течение поповства - ветковский соглас (соглас, или «согласие» - объединение старообрядцев, носителей отдельной системы религиозных представлений). Ветковские поповцы в обрядовой практике отличались от других поповских согласий — дьяконовского и епифановского.
В Подвинье расселялись преимущественно беспоповцы. Они отказывались от института священства и таинств, где были нужны священники, - евхаристии и брака. Этот поток старообрядчества характеризовался стихийностью протеста против социального зла, поиском истины как небесной, так и земной. Беспоповство разделялось на большое количество направлений (согласия), самыми крупными среди которых были поморское, федосеевское, филипповское (сжигатели), нетовское и пастуховое. Социальной базой радикальных согласий являлись крестьяне, которые потеряли связь со своей общиной. Органы управления государства воспринимались беспоповцами как слуги Антихриста, именно поэтому к государству было негативное отношение. Руководство Речи Посполитой по-разному относилось к течениям старообрядчества. Радикальные общины Подвинья неоднократно подвергались нападениям войск Речи Посполитой, а ветковские поповцы, наоборот, имели очень хорошие отношения с властями.
Специальная комиссия во главе с А. Поцеем была направлена в 1690 г. в Ветку для ознакомления со слободами поповцев. Исследование проводилось по четырём направлениям: «о родопроисхождении; о Вере; о жизни; о количестве». Комиссия, работа которой была инициирована католической церковью, пришла к выводу, что ветковские поповцы не создают угрозы для государства. Католическая церковь рассматривала старообрядцев, как группу отходящих от православия. Поэтому король Речи Посполитой Ян III Собеский в 1691 позволил противникам религиозной реформы православной церкви свободно жить в государстве.

### XVIII в.
Миграция старообрядцев на территорию современной Белоруссии негативно воспринималось властями Московского государства. Это спровоцировало карательную экспедицию полковника Сытина в 1735 г., в ходе которой были разорены ветковские слободы. Большинство населения (по некоторым данным, около 14 тыс. старообрядцев) было выселено в Российскую империю. Трагические события повторились в 1764 г. Часть старообрядцев, которой повезло спастись от депортации, расселилась по всему Минскому воеводству. Захваченных русскими войсками старообрядцев ссылали в Сибирь и на Алтай.
Общины тех, кто не признал церковную реформу, заняли в ВКЛ пустующие социально-экономические ниши. Они стремились жить изолированно от окружающего населения. Местные белорусские жители не воспринимали мигрантов как конкурентов, поэтому конфликтов между ними не происходило. Старообрядцы считались добрыми и трудолюбивыми хозяевами. Землевладельцы стремились расселить их именно на своей земле, предлагали льготные условия аренды.

### XIX в.
После разделов Речи Посполитой миграционные волны на территорию Белоруссии продолжались и в основном были связаны со старообрядцами.

### XX в.
Количество старообрядцев к 1914 г. достигло 100 тыс. человек.

## Культура

### Декоративное искусство
В рамках отдельной религиозной традиции старообрядцев выделялась ветковская школа книжной графики и орнамента. Для неё были характерны сочетание «старопечатного» стиля со стилем «московского барокко», широкое использование растительного орнамента. В заставках и буквицах использовались изображения животных, птиц и насекомых. Книги имели богатую цветовую гамму. Приобрела известность ветковская школа иконописи, для которой было характерно сочетание древних традиций с новыми элементами в технике. Сочетание канонов византийской и русской православных церквей с техникой московских, новгородских, украинских и белорусских мастеров объясняется тем, что Ветка имела статус религиозного центра старообрядчества, к которому стремились все выдающиеся мастера.

### Хозяйство
Основными занятиями старообрядцев были земледелие и скотоводство. Они дополнялись ремесленничеством и отходными промыслами. С XVIII в. среди старообрядцев расширяются занятия торговлей. Старообрядцы Белоруссии имели тесные связи со всеми старообрядческими общинами, что очень способствовало развитию торговли. Главную роль играли ветковские купцы, которые были посредниками в торговле с Россией. Торговали зерном, солью, скотом, лесом, мехом.

### Поселения
Планировка поселений зависела от условий безопасности, ландшафта и географии региона, а также от структуры землепользования. Тип поселения у поповцев и беспоповцев отличался. Так, на Подвинье, где были разбросаны малодворные поселения беспоповцев, наблюдалось бессистемная планировка гнездового или кучевого типа. Поповские слободы на Ветке были довольно большими и имели изначально гребенчатый тип застройки, а с середины XVIII в. — уже уличный. Сама Ветка довольно быстро превратилось в поселение городского типа. Исторически на территории Белоруссии среди старообрядцев был распространён замкнутый тип двора. Постепенно появились дворы крытого типа, если дом и сарай имели общую крышу. К дому присоединялись клеть, навесы и др. Практиковалось существование тайного хода со двора. Двор обязательно имел баню. Дом украшался резьбой по дереву. Существовал даже термин «ветковская резьба», что свидетельствовало о её особенности, четкой художественности. Старообрядческая община Беларуси имела определённую социальную стратификацию, в соответствии с которой существовали достаточно различные культурные комплексы: крестьян и мещан, зажиточных и неимущих, земледельцев и торговцев и т. д. Например, старообрядцы-мещане имели довольно большие многокомнатные дома с оригинальным интерьером.

### Одежда
Одежда старообрядцев также отличалась от одежды местного населения. В основе женского комплекта одежды были сарафан и рубашка. Рубашку шили из полотна или коленкора, поверх надевали пестрый сарафан или юбку. На юбку обязательно надевали яркий фартук. Платья шили из ситца, шелка или шерсти. Головные уборы девушек отличались от женских. Девушки заплетали волосы в одну косу. Для женщин обязательным был головной убор. Зимой носили меховые шапки или повязки из шерсти. Ткани, из которых была сшита одежда мещанок, были более дорогими, чем у женщин-крестьянок.
Мужская одежда крестьян также отличалась от мещанской или купеческой. Крестьяне носили рубашки навыпуск из полотна или ситца с косым воротом. Под мышками делали треугольные вставки из другой ткани. Широкие шаровары из полотна во время работы убирались в сапоги или лапти. На рубашку обязательно надевали безрукавку-поддевку из сукна. На голове носили колпак или картуз. Зимой надевали шубы из овчины. Купцы и мещане носили рубашки, шаровары, долгополый кафтан и сапоги (желтые или красные). Рубашка подпоясывались пояском. Отдельным видом одежды был жилет. Зимой носили длинную шубу, которая свидетельствовала о зажиточности.

### Кухня
Еда старообрядцев сохранила традиции русской кухни. Основными были блюда из капусты, различные каши, квас. Запрещался табак и алкоголь. Чай и кофе некогда считались «нечистыми» и «антихристовыми».
Интересным был свадебный обряд старообрядцев. Он отличался от православных традиций. Благословение священника заменило родительское. Брак, с одной стороны, признавался священным, а с другой — считался греховным. На свадьбе в большинстве общин было запрещено присутствовать небрачной молодёжи. Обязательными на свадьбе считались водка, медовые пряники и блюда с грибами.